# Mesophadnus fukiensis
Mesophadnus fukiensis är en stekelart som beskrevs av Heinrich 1980. Mesophadnus fukiensis ingår i släktet Mesophadnus, och familjen brokparasitsteklar. Inga underarter finns listade.